# Culex acharistus
Culex acharistus är en tvåvingeart som beskrevs av Francis Metcalf Root 1927. Culex acharistus ingår i släktet Culex och familjen stickmyggor. Inga underarter finns listade i Catalogue of Life.